# Europese kampioenschappen schaatsen afstanden 2018 - 1000 meter vrouwen
De 1000 meter vrouwen op de Europese kampioenschappen schaatsen 2018 werd gehouden op zaterdag 6 januari in het ijsstadion Kometa in Kolomna, Rusland. Het was de eerste editie van de EK afstanden en de initiële titel ging naar Jekaterina Sjichova.

## Uitslag
| #      | Schaatser              | Land | Tijd       |
| ------ | ---------------------- | ---- | ---------- |
| Goud   | Jekaterina Sjichova    | RUS  | 1.15,34    |
| Zilver | Vanessa Herzog         | AUT  | 1.15,44    |
| Brons  | Marrit Leenstra        | NED  | 1.15,74(0) |
| 4      | Lotte van Beek         | NED  | 1.15,74(8) |
| 5      | Letitia de Jong        | NED  | 1.16,34    |
| 6      | Olga Fatkoelina        | RUS  | 1.16,64    |
| 7      | Darja Katsjanova       | RUS  | 1.16,85    |
| 8      | Natalia Czerwonka      | POL  | 1.17,66    |
| 9      | Gabriele Hirschbichler | GER  | 1.17,98    |
| 10     | Yvonne Daldossi        | ITA  | 1.18,76    |
| 11     | Anne Gulbrandsen       | NOR  | 1.19,40    |
| 12     | Michelle Uhrig         | GER  | 1.19,75    |
| 13     | Tatjana Michajlova     | BLR  | 1.19,97    |
| 14     | Andżelika Wójcik       | POL  | 1.20,03    |
| 15     | Katarzyna Woźniak      | POL  | 1.20,21    |
| 16     | Elina Risku            | FIN  | 1.21,13    |
| 17     | Natálie Kerschbaummayr | CZE  | 1.21,28    |
| 18     | Martine Ripsrud        | NOR  | 1.21,63    |
| 19     | Rikke Jeppsson         | NOR  | 1.22,24    |
| 20     | Eliška Dřímalová       | CZE  | 1.23,06    |
|        | Francesca Bettrone     | ITA  | DNF        |